# Véra Inber
Œuvres principales
Le méridien de Poulkovo
Vera Mikhaïlovna Inber/Imber (en russe : Вера Михайловна Инбер), née Spenzer le 10 juillet 1890 à Odessa et décédée le 11 novembre 1972 à Moscou, est une écrivaine, poétesse, romancière et mémorialiste témoin du siège de Leningrad,.

## Biographie
Véra Inber naît à Odessa dans une famille juive. Son père Moïse Spenzer (1860-1927) est propriétaire d'une typographie et directeur des éditions Mathesis. Sa mère Fanny Spenzer (née Grinberg) est une professeur de russe dans une école pour filles. La famille Spenzer en 1889-1895 accueille Léon Trotski qui fait à l'époque ses études dans un gymnasium d'Odessa.
D'abord élève de la faculté d'histoire et philosophie des cours supérieurs pour femmes d'Odessa, Véra Inber part ensuite à Paris avec son mari le journaliste Nathan Inber, où le couple reste en 1910-1914, et où elle publie son premier recueil de poésies.
Dans les années 1920, elle s'installe à Moscou et écrit pour de nombreux journaux ou revues et rejoint le Centre littéraire des constructivistes fondé par Ilia Selvinski. En 1924-1926, elle voyage de nouveau, en tant que journaliste, à Paris, à Bruxelles, à Berlin. En 1927, elle participe à l'écriture de l'ouvrage collectif Les grands incendies (Большие пожары), un roman-feuilleton publié par le magazine Ogoniok (1927). D'autres écrivains participent à l'écriture : Alexandre Grine, Leonid Leonov, Isaac Babel, Konstantin Fedine, Alexis Tolstoï, Alexeï Novikov-Priboï, Mikhaïl Zochtchenko, Lev Nikouline, Boris Lavrenev.
Pendant la Seconde Guerre mondiale, elle assiste au siège de Leningrad. Elle continue à écrire pour les journaux, tout en rédigeant ses œuvres en prose les plus connues : Le méridien de Poulkovo (1942), Le siège de Léningrad (1945) et participe à la rédaction du Livre noir (Ilia Ehrenbourg, Vassili Grossman) livrant son témoignage sur l'occupation nazi de sa ville natale. On lui doit les traductions vers le russe des œuvres de Taras Chevtchenko, Maxime Rylski, Rainis, Sándor Petőfi, Paul Éluard.
Elle a également rédigé des nouvelles et une autobiographie pour enfants Comment j'étais petite (1954).
Elle meurt à Moscou en 1972, à l'âge de 82 ans. Elle y est inhumée, au cimetière de la Présentation.

## Vie privée
- Premier époux (1910-1914) - Nathan Inber/Imber, journaliste, homme de lettres, correspondant du journal Odesskie novosti. Ensemble ils ont une fille Jeanne Inber (1912-1962), traductrice et femme de lettres.
- Deuxième époux (depuis 1920) - Alexandre Froumkine (1895-1976), professeur en chimie physique, membre de l'Académie des sciences d'URSS.
- Troisième époux - Ilia Strachoun (1892-1967), historien de la médecine, membre de l'Académie de la médecine d'URSS.

## Décorations
- ordre de l'Insigne d'honneur : 1939
- prix Staline : 1946
- ordre du Drapeau rouge du Travail : 1960, 1967, 1970

## Œuvres
traduit en français
- Le siège de Leningrad, Paris, Albin Michel, 1946, broché, 285 pp., ASIN: B0045Z58Z8
- Le Siège de Léningrad, traduit du russe par Doussia Ergaz, 1946, ASIN: B00180UEPC
- Une place au soleil,Éditeurs français réunis, collection Le Pays de Staline, 1950, ASIN: B0000DXX83